# Vinkelaccelerationskraft
Vinkelaccelerationskraften er en tilsyneladende kraft (fiktiv kraft) der synes at påvirke legemer der betragtes i forhold til et koordinatsystem med accelereret rotation (dvs. med en vinkelhastighed der ændrer sig i tid) i forhold til et inertialsystem.
Hvis et legeme er i hvile i et koordinatsystem hvor vinkelhastigheden ændres, må legemet ud over centripetalkraften påvirkes af en yderligere kraft der sikrer denne ændrede vinkelhastighed. Vinkelaccelerationskraften udtrykker "oplevelsen" af denne kraft i koordinatsystemet med accelereret rotation.
Newtons anden lov er kun gyldig i inertialsystemer, og kan derfor ikke benyttes i det koordinatsystem der roterer sammen med den accelererede cirkelbevægelse (hvor legemet er i hvile). Ved at tilføje en fiktiv kraft, vinkelaccelerationskraften, kan Newtons anden lov bringes til anvendelse også når legemer bevæges et roterende koordinatsystem hvor vinkelhastigheden ændres (centrifugalkraften skal også tilføjes). Vinkelaccelerationskraften er vinkelret på bevægelsesretningen og ligger i rotationsplanet; på vektorform er den:
{\displaystyle {\vec {F}}_{va}=-m{\frac {d{\vec {\omega }}}{dt}}\times {\vec {r}}}
hvor m er legemets masse, {\displaystyle {\vec {\omega }}} er rotationens
vinkelhastighed (som vektor) til tiden t, og {\displaystyle {\vec {r}}} er en vektor i det roterende koodinatsystem fra rotationsaksen til det legeme der betragtes. Hvis det er underforstået at {\displaystyle {\vec {F}}_{va}} og {\displaystyle {\vec {r}}} begge ligger i et plan, og er vinkelret på hinanden, samt at {\displaystyle {\vec {\omega }}} er normal på rotationsplanet, reducerer dette til
{\displaystyle F_{va}=-m{\frac {d\omega }{dt}}r}
Man kan få en intuitiv fornemmelse af vinkelaccelerationskraften hvis man forestiller sig at stå stille i en karrussel der bremser hårdt op. Under opbremsningen vil man få en følelse af at blive trykket eller slynget "fremad" i karrussellen, dvs. i omdrejningsretningen. Denne kraftpåvirkning er netop vinkelaccelerationskraften, der som sagt ikke er virkelig, men en følge af den opfattelse af at man "hører til" på underlaget, dvs. karrussellen.
Tilføjelse af vinkelaccelerationskraften er ikke nok til at gøre Newtons anden lov gyldig for legemer, som står stille i systemer, der roterer med ændret vinkelhastighed, også centrifugalkraften må inkluderes. Accelereres systemet på andre måder tilføjes yderligere fiktive kræfter: Elevatorkraften og Corioliskraften.